# Anolis brevirostris
Anolis brevirostris är en ödleart som beskrevs av  Bocourt 1870. Anolis brevirostris ingår i släktet anolisar, och familjen Polychrotidae.

## Underarter
Arten delas in i följande underarter:
- A. b. brevirostris
- A. b. deserticola
- A. b. wetmorei